# Emma av Barcelona
Emma av Barcelona, född 880, död 942, var en spansk abbedissa, föreståndare för det berömda klostret Monasterio de San Juan de las Abadesas 887–942. Hon anses ha spelat en viktig roll för utvecklingen av klosterväsendet i Katalonien. 

## Biografi
Emma var dotter till greve Wilfred den hårige av Barcelona och Guinidilda. År 887 grundade hennes far klostret Monasterio de San Juan de les Abadesas. Det var en del av hans projekt för att återbefolka och kultivera centrala Katalonien, där många regioner länge hade varit öde och avfolkade på grund av striderna mellan kristna och muslimer. Han lät utnämna sin dotter Emma till abbedissa för detta kloster vid sju års ålder; tills hon var sjutton sköttes hennes uppgifter i praktiken av hennes far och Gotmar, biskop av Vic. Hon myndigförklarades 897.
Som abbedissa blev hon i praktiken en länsherre över den region som lydde under klostret. Som kyrklig länsherre hade hon också större säkerhet än sekulära länsherrar, då hennes territorium var fredat från krigshandlingar. Som regerande abbedissa ledde hon med stor framgång koloniseringen och utvecklingen av den före detta avfolkade regionen.